# Louis Finet
Louis Casimir Finet (5 marzo 1894 – ...) è stato un cavaliere belga, campione olimpico nell'equitazione ad Anversa 1920, nella gara di volteggio a squadre, con Maurice Van Ranst e Daniel Bouckaert.

## Biografia
Ad Anversa 1920 oltre all'oro a squadre, nel volteggio fu anche bronzo individuale.

## Palmarès
| Anno | Manifestazione  | Sede    | Evento                | Risultato |
| ---- | --------------- | ------- | --------------------- | --------- |
| 1920 | Giochi olimpici | Anversa | Volteggio individuale | Bronzo    |
| 1920 | Giochi olimpici | Anversa | Volteggio a squadre   | Oro       |